# Opekta

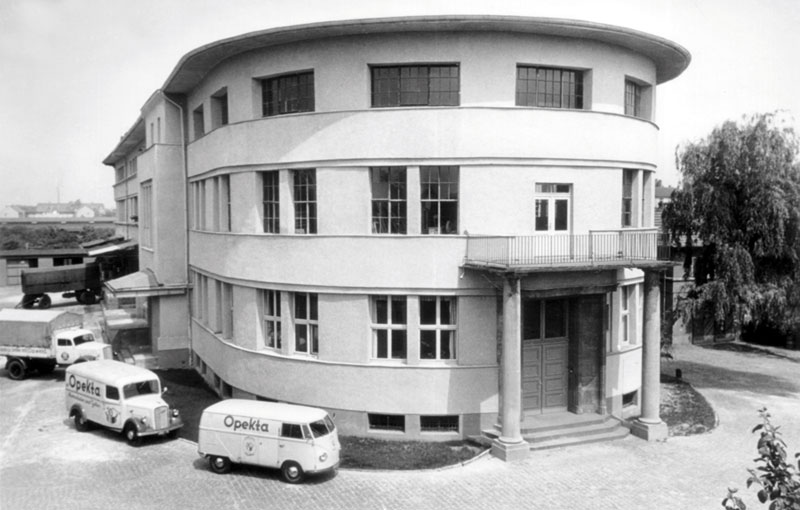
Vorderansicht des Hauptgebäudes
Köln, 1952

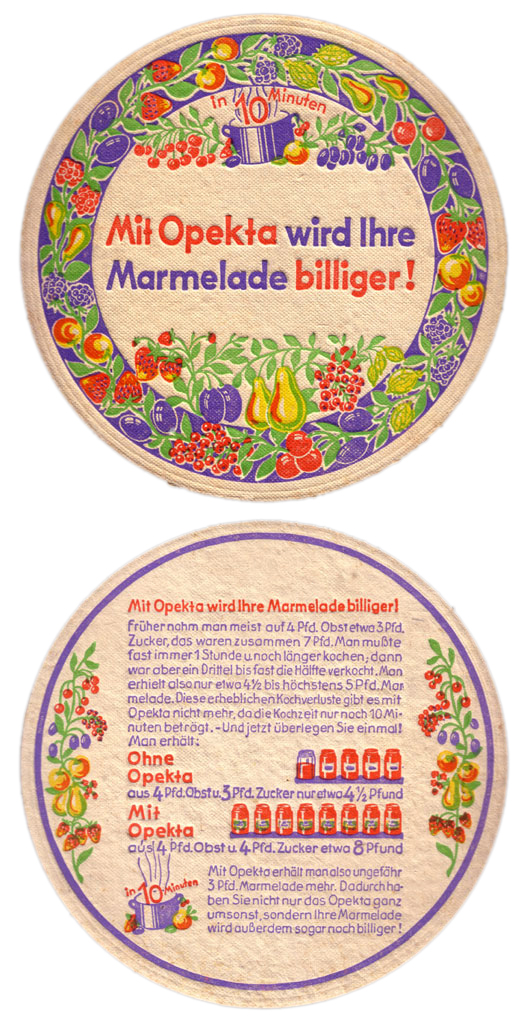
Papp-Untersetzer für Kochtöpfe mit der Geschäftsidee

Die Opekta GmbH war ein 1928 von Robert Feix und Richard Fackeldey gegründetes Unternehmen der Lebensmittelindustrie mit Stammsitz in Köln. Unter gleichnamiger Marke, einem Kunstwort aus „Obstpektin aus dem Apfel“, bot es vor allem Pektin und pektinhaltige Produkte für die Herstellung von Marmeladen und Fruchtgelees an – als erster Hersteller in Packungsgrößen für Privathaushalte. Opekta wurde schnell zum Gattungsnamen für derartige Geliermittel.
Lange Jahre war es ein Familienbetrieb, später kam es zu Beteiligungen und Verkäufen an Pfeifer & Langen, Schwartauer Werke, Herbstreith & Fox und schließlich an Dr. Oetker. Mitte der 1990er Jahre wurde das Unternehmen aufgelöst. Die Marke wird von Dr. Oetker gehalten, aber seitdem nicht mehr genutzt.

## Geschichte

### Anfänge
1928 gründeten Robert Feix und Richard Fackeldey, der auch erster Geschäftsführer war, die Opekta Gesellschaft m.b.H. mit Sitz in Köln. Anfänglich wurde nur ein kleines Büro bezogen und eine Abfüllanlage gemietet. 1931 bot sich die Möglichkeit, auf ein eigenes Gelände zu ziehen. Die Geschäftsidee war ein voller Erfolg. Das Bereiten von Früchten zu Marmelade wurde deutlich vereinfacht. Die Verwendung teurer und unpraktischer Gelatine fiel weg. Ebenso die Nutzung von übermäßig viel Zucker, wenn Gelatine nicht zur Verfügung stand. Dies war insofern in den 1920er und 1930er Jahren von Bedeutung, weil viele Menschen selber Früchte anbauten, selbst in Städten, wo sich im späten 19. Jahrhundert eine Schrebergartenkultur entwickelt hatte. Entsprechend stark und schnell stieg der Umsatz der Firma Opekta, trotz Weltwirtschaftskrise. Bereits Anfang der 1930er Jahre wurde Opekta in Meyers Konversations-Lexikon erwähnt. Ein eher ungewöhnlicher Eintrag, da es sich um ein Markenprodukt handelt.
Der Erfolg, den sich das Unternehmen in den 1920er Jahren erarbeitet hatte, führte dazu, dass Feix beschloss, Handelsniederlassungen in der Schweiz (1929), Österreich, der Tschechoslowakei und den Niederlanden (1933) zu gründen.

### 1933–1945
Während der Zeit des Nationalsozialismus konnte das Werk seinen Betrieb fortsetzen, da es von den dafür zuständigen Gau-Wirtschaftsverwaltungen und den zuständigen Industrie- und Handelskammern als „rein arischer Betrieb“ kategorisiert wurde. Schließlich wurde das Unternehmen 1943 von Seiten des Reichsministeriums für Ernährung- und Landwirtschaft als Wehrwirtschaftsbetrieb (dringendst kriegs- und lebenswichtig) anerkannt.
Köln selbst war während des Krieges ein ständiges Ziel, so wie etwa während des ersten „1000-Bomber-Angriffs“ 1942. Daher wurde auf dem Firmengelände der Opekta ein Hochbunker errichtet, der 1200 Personen Schutz bieten sollte. Die Stadt Köln wurde im Laufe des Zweiten Weltkriegs über 31 Mal schwer bombardiert. Das Firmengelände selbst war ebenfalls Ziel diverser Bombenabwürfe. Dennoch lief die Produktion von Geliermitteln weiter. Ein Gutachten bestätigt folgendes: „35 %ige Beschädigung durch Brandbomben, Sprengbomben und Sprengbombenwirkung bis zum 1. Obergeschoss“ und „noch vorhandener Gebäudewert: 312.737 RM“ (umgerechnet heute etwa 1.504.000 Euro).

1943 bittet „Die Deutsche Arbeitsfront“ die Wirtschaftskammer um eine Auszeichnung
Bescheinigung über die Kriegswichtigkeit der Opekta (1943)
Brief aus Köln (1944)
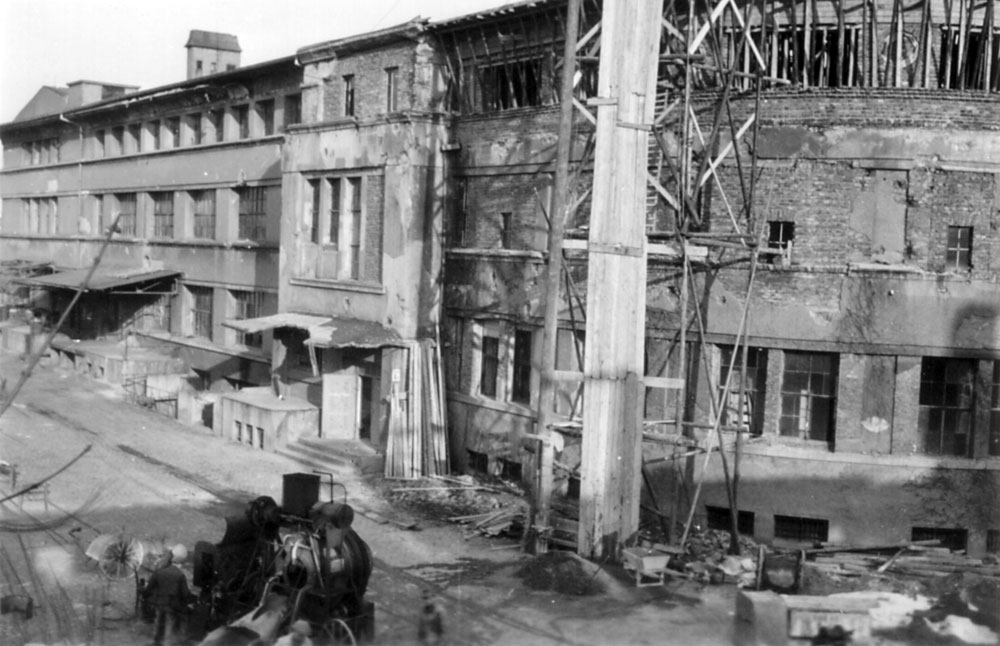
Wiederaufbau des im Krieg stark beschädigten Gebäudes (1948)

### Nachkriegszeit
Der Erfolg blieb Opekta weiter treu, gerade beim Wiederaufbau nach 1945, als das Konservieren von Lebensmitteln hoch im Kurs stand. Opekta blieb Marktführer in diesem Bereich.

### 1982–1995

#### Übernahme durch Pfeifer & Langen
Mit Aufkommen des neu erfundenen Gelierzuckers durch Pfeifer & Langen 1965 bröckelte der Erfolg aber dann langsam. 1967 kam in Zusammenarbeit der „Opekta Gelierzucker“ exklusiv für die Tengelmann-Gruppe auf den Markt.
Die Zeiten wurden nicht nur durch die Konkurrenten schwieriger, sondern es kamen auch 1972 und 1975 Missernten beim Obst hinzu. Fertige Marmeladen in vielen Sorten und in guter Qualität durchdrangen den Markt, die Selbstherstellung von Marmeladen kam zunehmend aus der Mode. Verluste blieben nicht aus. Ulrich Feix 1982: „Weitere Rückschläge hätte das mittelständische Familienunternehmen nicht überstanden“ (Jahresumsatz 8–9 Millionen DM). Deshalb entschlossen sich die Witwe von Robert Feix und ihre fünf Kinder zu einem Verkauf an die Kölner Firma Pfeifer & Langen („Kölner Zucker“, 1982 zweitgrößter Zuckerproduzent Deutschlands).
Zwischen der Opekta und Pfeifer & Langen fand schon viele Jahre vor der kompletten Übernahme eine Zusammenarbeit bei der Herstellung des „Opekta Gelierzuckers“ statt. Dieser Zucker wurde zunächst in der Zuckerfabrik Brühl und nach deren Stilllegung im Werk Elsdorf der Pfeifer & Langen hergestellt. Nach der Übernahme wurde den Mitarbeitern die Übernahme angeboten. Einige Mitarbeiter nutzten den Zeitpunkt für einen Übergang in den Ruhestand oder einen Wechsel zu einem anderen Unternehmen. Der Großteil der Opekta-Mitarbeiter ist jedoch zur Pfeifer & Langen gewechselt und für die Marke Opekta weiterhin tätig gewesen. Ulrich Feix ist mit der Übernahme als Geschäftsführer ausgeschieden. Die Opekta-Verwaltung wurde in die Hauptverwaltung der Pfeifer & Langen in Köln integriert. Die Produktion der Opekta-Artikel wurde verlegt und die technischen Anlagen der Opekta GmbH am Standort Xantener Straße wurden in das Werk Dormagen der Pfeifer & Langen umgesetzt, ergänzt und weiterhin für die Produktion der Opekta-Artikel genutzt. Die Produktpalette der Opekta wurde in den nachfolgenden Jahren um einige Gelierprodukte erweitert.

#### Übernahme durch Schwartau
Mit den Veränderungen am Markt für Geliermittel wurde die Opekta GmbH Ende der 1980er Jahre an die Schwartauer Werke GmbH & Co., Bad Schwartau, verkauft. Die Mitarbeiter sind bei der Pfeifer & Langen KG verblieben und haben dort andere Aufgaben übernommen, soweit sie nicht von der Gelegenheit, in den Ruhestand zu gehen, Gebrauch gemacht haben.
„Schwartau ist auf der Suche nach neuen Beteiligungen. Anfang 1990 hat sich das Unternehmen mit 50 Prozent an der Pfeifer & Langen-Tochter Opekta beteiligt und die Regie über die Opekta-Produkte übernommen“.
1989 hat Pfeifer & Langen 50 % der Anteile an die Schwartauer Werke verkauft. Im Jahre 1991 sind die zweiten 50 % an die Herbstreith & Fox gegangen.

#### Übernahme durch Herbstreith & Fox
Mit Wirkung zum 1. April 1991 hat die Herbstreith & Fox KG Pektin-Fabrik Neuenbürg jeweils 50 % der Anteile bzw. des Kommanditkapitals der nachfolgenden Gesellschaften von Pfeifer & Langen, Köln übernommen: Opekta GmbH & Co. Köln, Opekta GmbH, Österreichische Opekta-Gesellschaft m.b.H. Ried im Innkreis (Österreich).
Die Beteiligungen an den oben genannten Opekta-Gesellschaften wurden mit Wirkung zum 31. Dezember 1994 an das Unternehmen Dr. August Oetker Nahrungsmittel KG, Bielefeld verkauft.

#### Übernahme durch Dr. Oetker
„Die Oetker-Gruppe, Hersteller von Nahrungs- und Genußmitteln, mit ihrem Vorstand August Oetker hat die mehrheitlichen Anteile an der Firma Opekta, einem Zucker- und Geliermittelproduzenten, ansässig in Bad Schwartau, Schleswig Holstein, übernommen.“

## Das Unternehmen

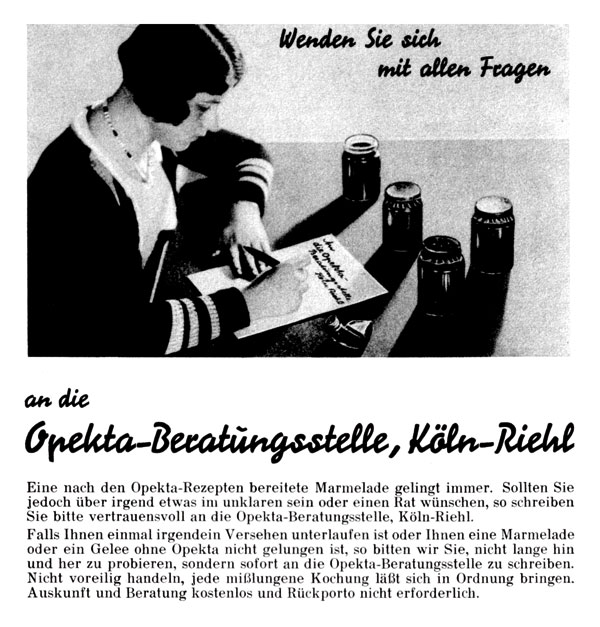
Die Opekta-Beratungsstelle gab es schon zu Beginn

### Geschäftsidee
Vor dem Aufkommen von Opekta gab es lediglich die Möglichkeit, Früchte mit sehr viel Zucker über eine Stunde lang zu kochen, um daraus Marmelade zu machen. Hier setzte nun Opekta an, das aus natürlichem Pektin hergestellt wurde. Dieses Mittel ersetzte nicht nur sehr viel Zucker, sondern setzte auch die Einkochzeit auf anfangs zehn Minuten, später sogar auf nur noch zehn Sekunden herab. Durch die Zucker-, Zeit- und Energie-Ersparnis war Opekta laut Herstellerangaben sogar „kostenlos“ und man sparte sogar noch Geld. Die Marmelade schmeckte auch mehr nach Frucht und war weniger süß als vergleichbare Produkte.

### Service
Opekta war schon früh ein sehr service-orientiertes Unternehmen. Man legte sehr viel Wert auf telefonische und schriftliche Beratung der Kunden. Im Schreibsaal beantworteten bis zu 20 Schreibkräfte in der Saison bis zu 70.000 Anfragen von Hausfrauen zum Thema Marmeladekochen, bis 1940 übrigens in Handschrift. Es gab sogar den Service, dass man misslungene Ergebnisse seiner Kochkunst einschicken konnte. Im hauseigenen Labor wurde dann überprüft, was man bei der Zubereitung falsch gemacht hatte, und man wurde dann entsprechend beraten. Des Weiteren gab es auch eine Lehrküche, wo man ungeübten Hausfrauen das perfekte Zubereiten von Marmeladen mit Opekta zeigte.

### Produktion
Anfangs war die Produktpalette auf „Opekta flüssig“ beschränkt, und in Köln wurde das in Fässern aus Österreich angelieferte Pektin verarbeitet und in Flaschen abgefüllt. Geringfügig später gab es schon Opekta in Pulverform.

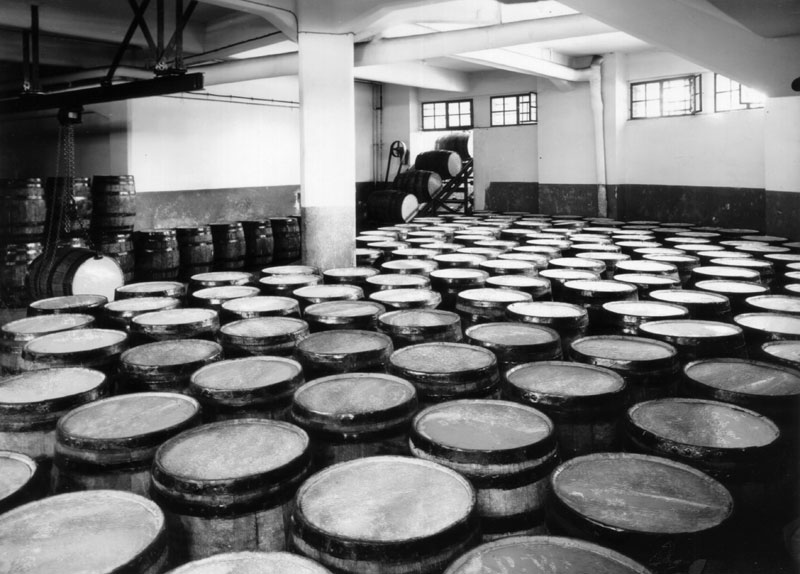
Fässer mit Pektin (1931)
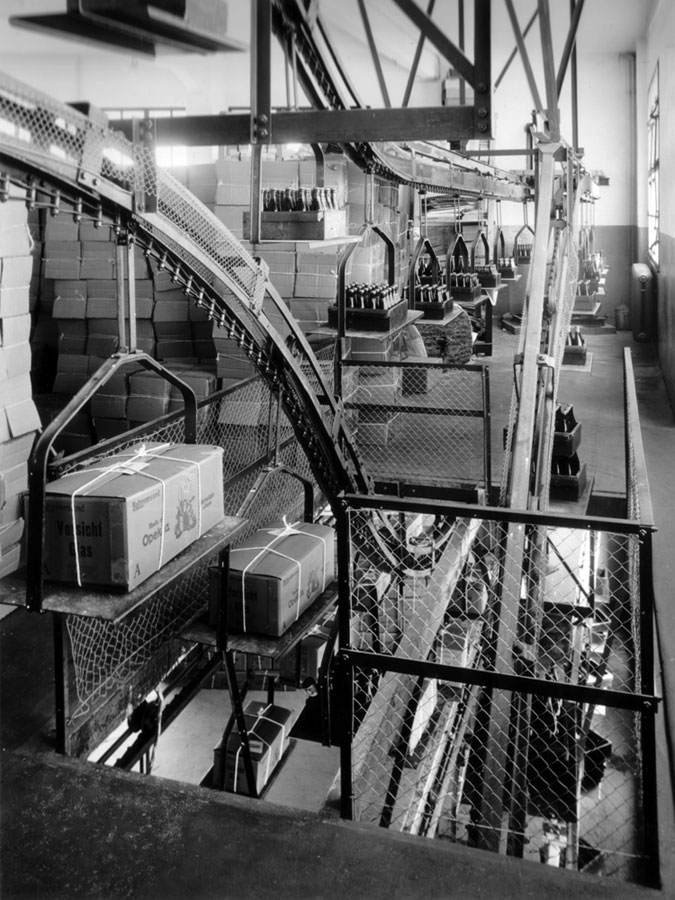
Schaukelförderer (1931)
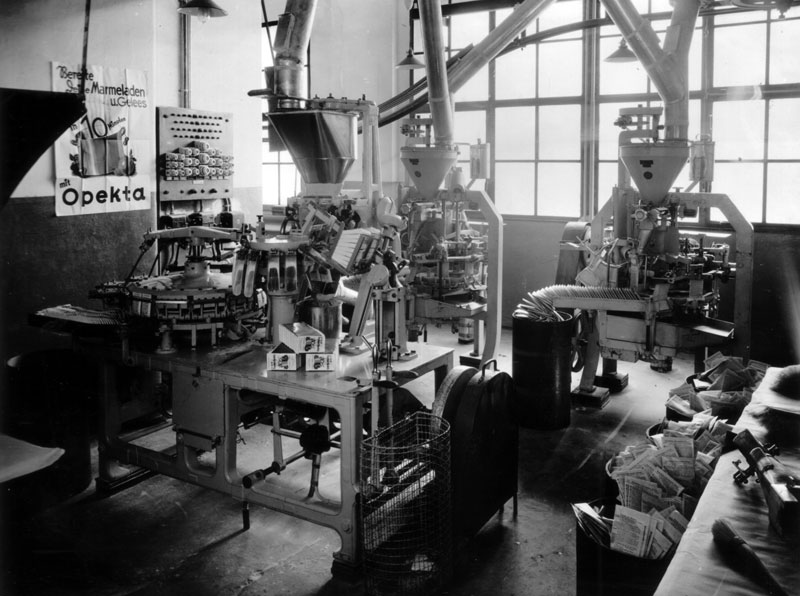
Abfüllmaschinen für Trocken-Opekta (1931)
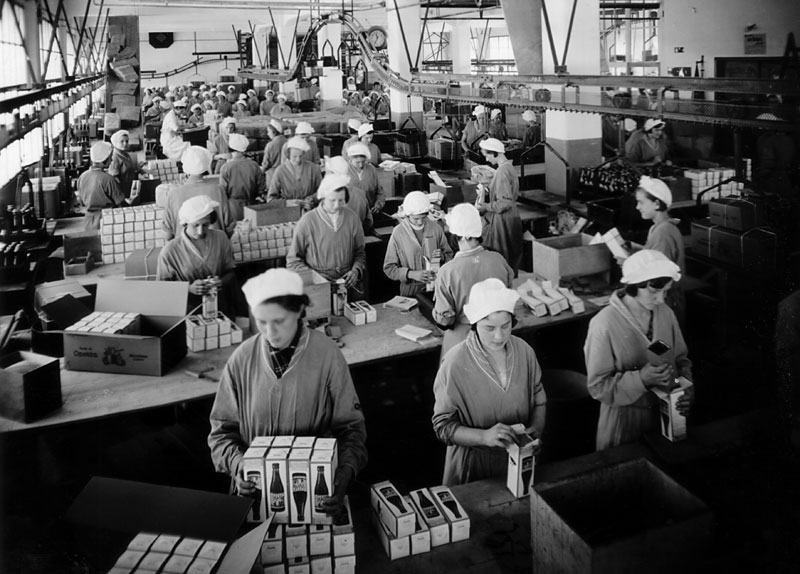
Packsaal (1931)

### Geschäftsführer
- Richard Fackeldey vom 23. Mai 1928 bis 4. Oktober 1938
- Heinrich Papst vom 23. November 1937 bis 4. Oktober 1938
- Karl Stuhltraeger vom 6. Dezember 1938 bis 1952
- Eugen Magin vom 4. Oktober 1938 bis 30. April 1969
- Grete Fackeldey vom 26. August 1952 bis 22. März 1965
- Günther Lehnen vom 19. März 1965 bis 1977
- Karl-Ernst Hamm, vom 19. März 1965 bis 1982
- Ulrich Feix von 1974 bis 1982[12]

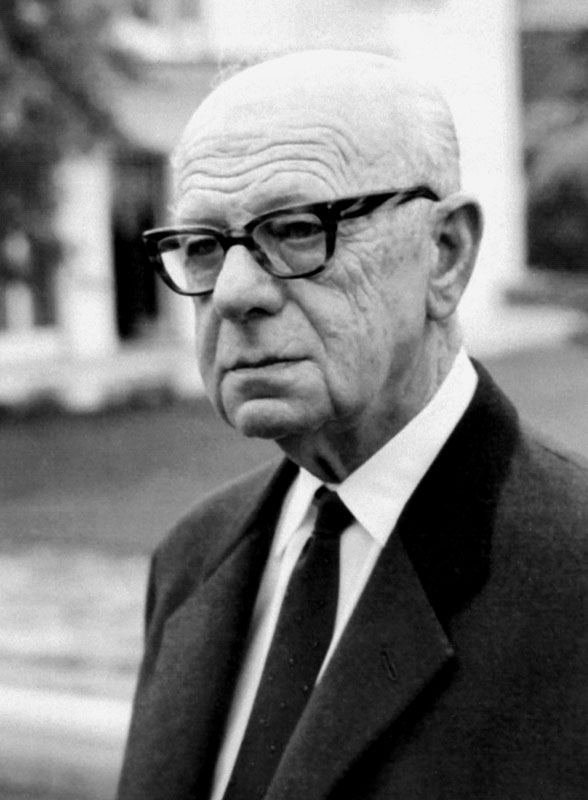
Robert Feix Firmengründer der Opekta
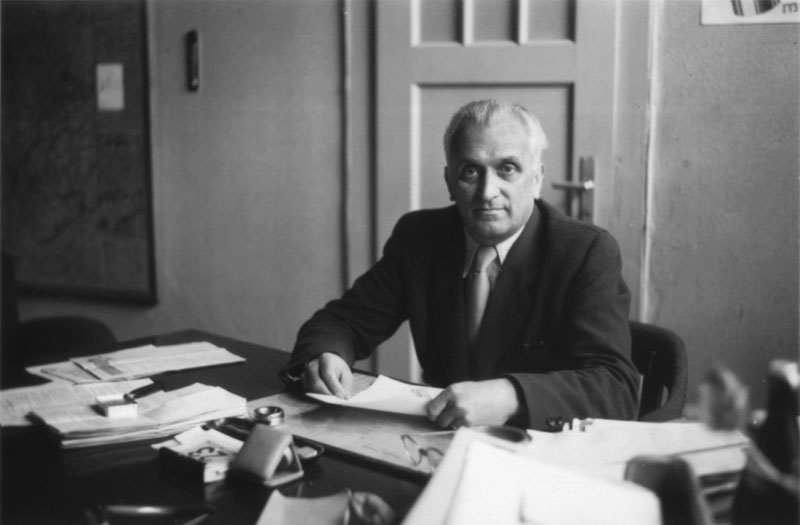
Karl Stuhltraeger, Geschäftsführer 1938–1952
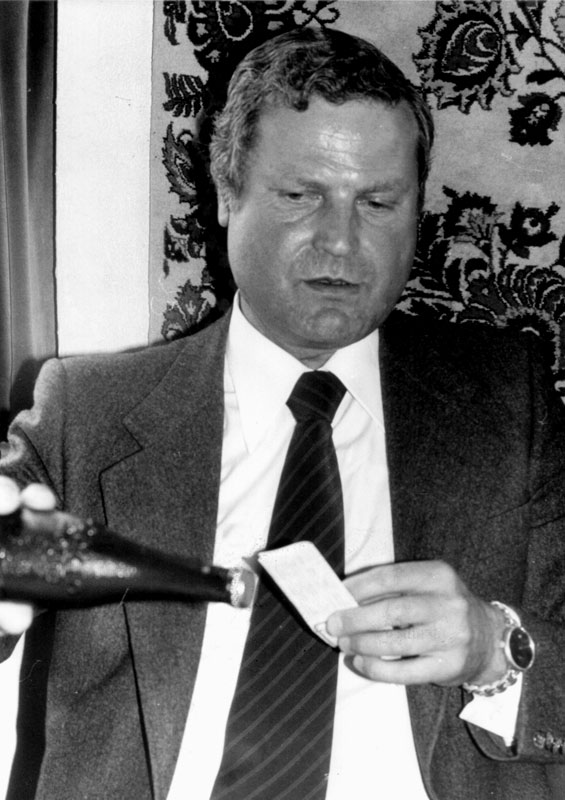
Ulrich Feix, Geschäftsführer 1974–1982

### Standorte

#### Opekta Köln / Deutschland
Bei der Gründung 1928 gab es lediglich ein Büro mit fünf Angestellten auf 80 m² im „Hansahochhaus“ (heute bekannt als Saturn Hansaring, Hansaring 97).
Die Vorarbeiten begannen bereits im Laufe 1927 in einer 1500 m² großen Lagerhalle, Stolberger Straße 370, in Köln-Braunsfeld. 1929 hatte man dort bereits einen Personalbestand von zwölf Büroangestellten und im Abfüllkeller/Lager arbeiteten schon 28 Angestellte. 1930 kamen sechs Angestellte im Büro und vier im Abfüllkeller/Lager hinzu. Aus Personallisten von 1930 geht hervor, dass im Abfüllkeller und im Packsaal neben einer ganzjährig beschäftigten Stamm-Mannschaft jeweils von Mitte Januar bis August bis zu 320 Aushilfskräfte beschäftigt wurden, mit für damalige Verhältnisse grandiosen Sozialleistungen wie einer eigenen Kantine, in der eine komplette Küchenmannschaft pro Tag bis zu 250 Mittagessen kochte. Die Löhne lagen bei damals üblichen 1,70 bis 2,70 Mark pro Tag.
Durch große geschäftliche Erfolge suchte man nach neuen Geschäftsräumen und wurde 1931 in der verlassenen und liquidierten Schuhfabrik Hoffmann & Frank Kom.-Ges. auf Aktien in Köln-Nippes, Xantener Straße 99, fündig. So wurden Büro- und Gewerbefläche vereint. Laut Opekta lag das Gebäude allerdings im benachbarten Köln-Riehl.
In der Xantener Straße 99 blieb die Opekta bis zu ihrer Übernahme 1982 durch Pfeifer & Langen. Von der Straße aus sah man nur das zum Gelände gehörige Torhaus, welches auch als Durchfahrt zum eigentlichen Betriebsgebäude diente. Das dahinterliegende mehrstöckige Gebäude auf einer Grundfläche von über einem Hektar, erbaut 1922/23 unter dem Architekten Heinrich Müller-Erkelenz, steht seit 1994 unter Denkmalschutz.

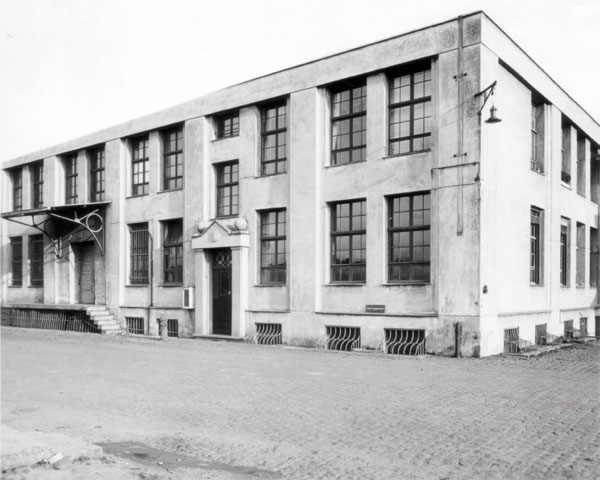
Sitz der Opekta ab 1927, Köln-Braunsfeld, Stolberger Straße 370
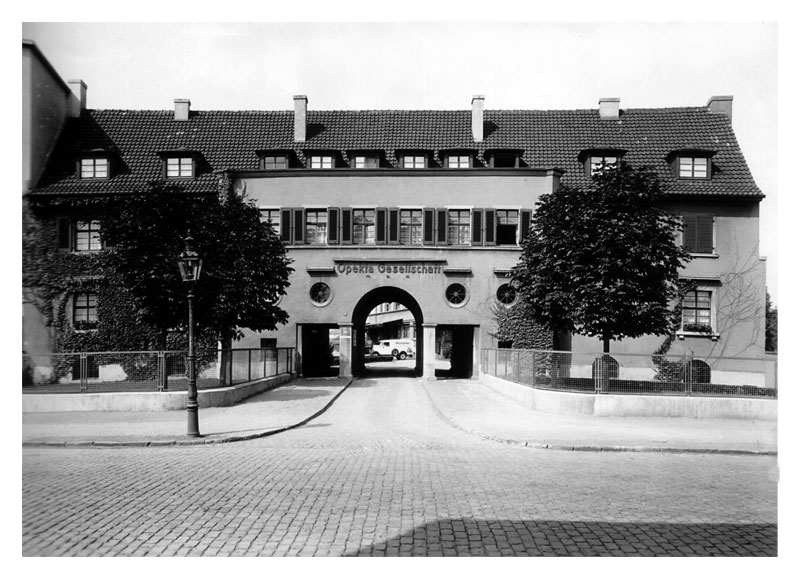
Sitz der Opekta ab 1931, Toreinfahrt zur Opekta, Xantener Straße 99
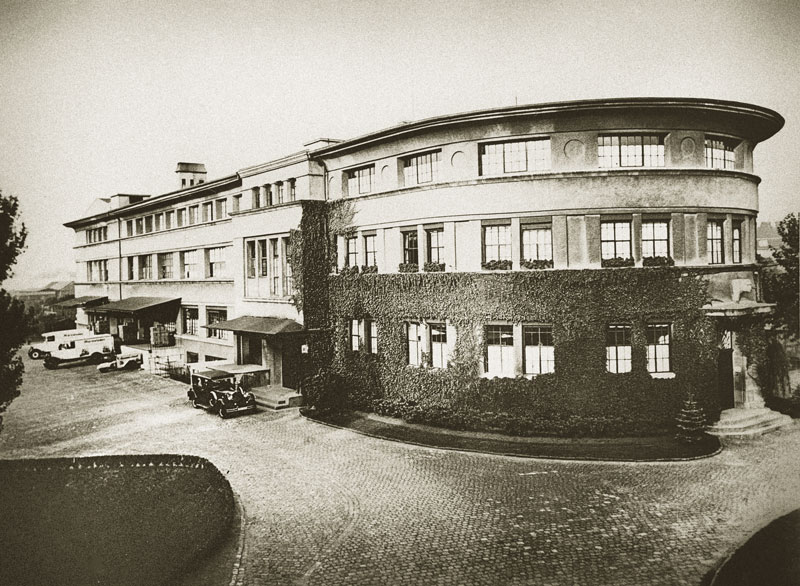
Sitz der Opekta ab 1931, Opekta-Betriebsgebäude, Xantener Straße 99
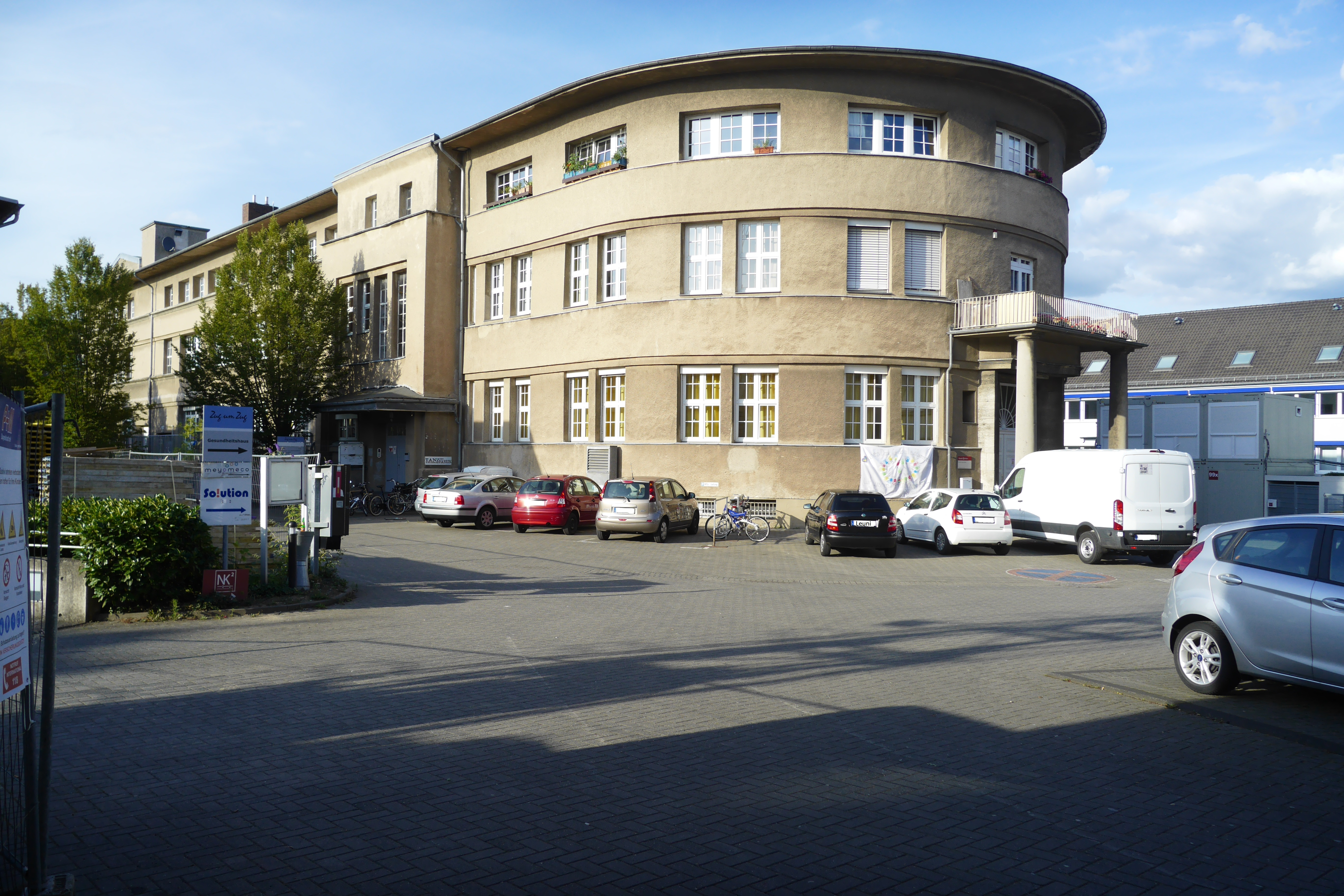
Die ehemalige Opektazentrale
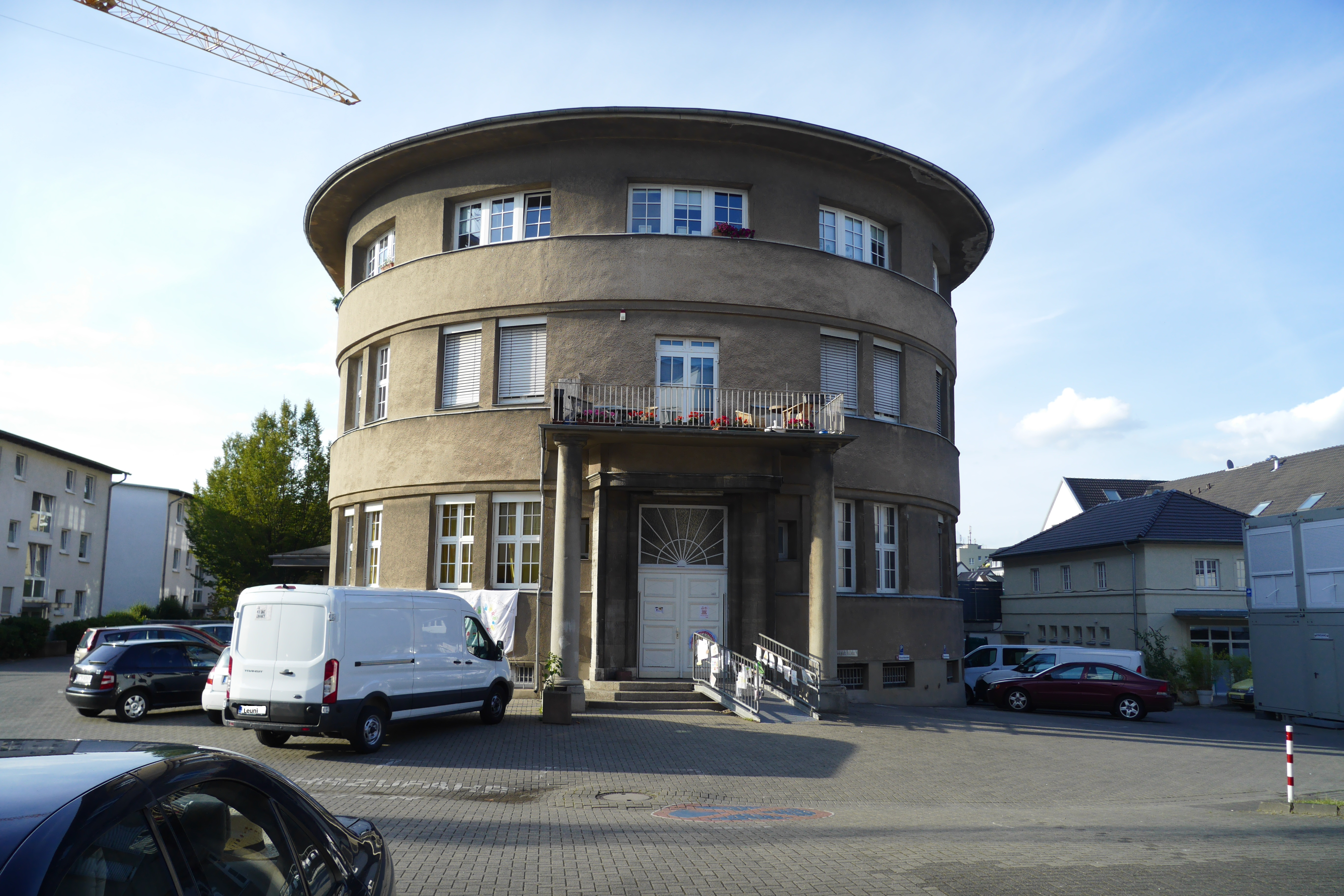
Haupteingang der ehemaligen Opektazentrale

Die Raumanordnung im Haupthaus war in den 1930/40er Jahren wie folgt:
- Heizungs- und Kohlenkeller
- Untergeschoss: Fasskeller, Fabrikationsraum, Herren- und Damentoilette mit Wascheinrichtungen, Rot-Kreuz-Raum, drei Windfänge mit Dampfheizungsanlage für die zugfreie Beschickung der Transportbänder von außen
- Hochparterre: Expeditionsraum mit überdachten Rampenvorbauten, Büroräume, Eingangshalle, Chef-Büros, Empfangszimmer, Auskunft, Archiv, Garderobe
- 1. Obergeschoss: Konferenzzimmer mit Diele, Arztstation, umfangreiches Laboratorium mit Nebenräumen, Haushaltungsküche, Packsaal
- 2. Obergeschoss: Archiv, Lagerraum, Mischräume, Büro, Speiseräume mit Küche, Aborte

Alle Etagen wurden durch zwei Treppenhäuser und einem Aufzug miteinander verbunden. In einem Nebengebäude war die hauseigene Druckerei untergebracht. Von dort aus wurde auch die Werbepost an die über 500.000 registrierten Kunden verschickt.

#### Opekta Basel / Schweiz

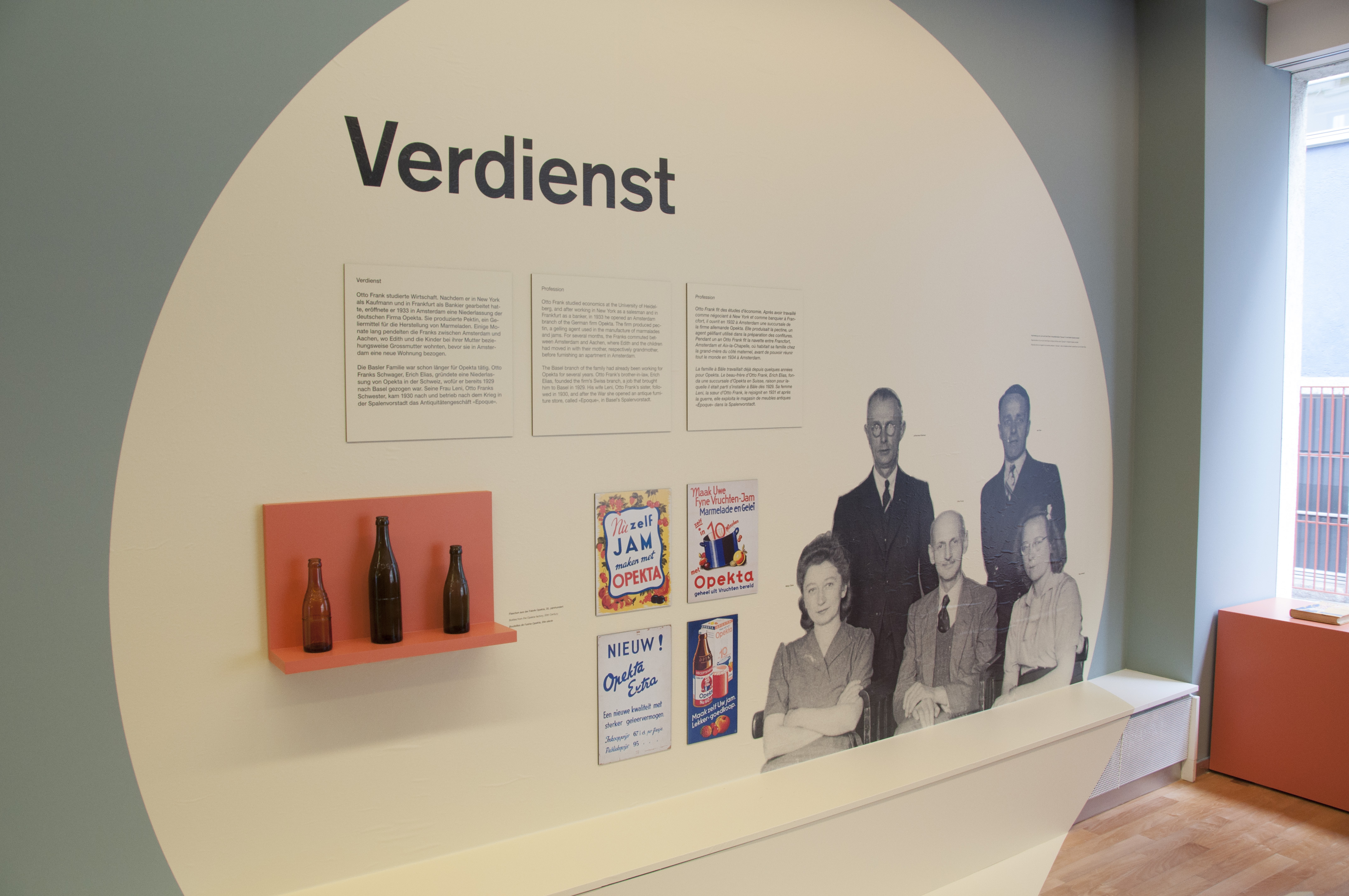
Opekta-Flaschen in einer Sonderausstellung zu Anne Frank im Jüdischen Museum der Schweiz, Basel

Erich Elias siedelte 1929 von Frankfurt am Main nach Basel um, anfangs nur wegen seiner Arbeit als Bankangestellter. Der Rest der Familie Leni, Stephan und Buddy – Buddy Elias – folgten 1931. Er erhielt von seinem Freund Robert Feix das Angebot, eine schweizerische Vertretung der Opekta einzurichten. Elias ergriff diese Chance und sagt dazu selber: „1931 bis Anfang 1939 Geschäftsführer der Opekta A.G. (und anderer Pektinfirmen)“.
Opekta war eine Konkurrenzfirma der Unipektin AG (Gründung 1936), die Flüssigpektin verkaufte, und Otto Frank zog in Erwägung, nach dem Krieg 1946 Unipektin-Produkte als Agent in den Niederlanden zu vertreiben. Zur Zusammenarbeit kam es allerdings nicht mehr, weil der Markt als zu klein beurteilt wurde.
Erich Elias arbeitete später bei der Unipektin AG in der Schweiz, welche heute noch existiert.

#### Opekta Amsterdam / Niederlande
Die Nederlandsche Opekta Maatschappij N.V., später Opekta Beheer B.V., war eine 1933 von Robert Feix gegründete Filiale der Opekta GmbH Köln. Sie diente als Groß- und Einzelhandel für die Opekta-Produkte aus Köln und Pektin aus den Pomosin-Werken. Erster Geschäftsführer wurde Otto Frank, der Vater von Anne Frank, die im Hinterhaus der Opekta-Filiale in Amsterdam, Prinsengracht 263, ihr weltberühmtes Tagebuch schrieb. 1982 wurde Opekta verkauft und 1995 wurde Opekta Beheer B.V. aufgrund fehlender Gewinne aufgelöst.